# Portret Juana Antonia Llorente
Portret Juana Antonia Llorente (hiszp. Juan Antonio Llorente) – obraz olejny hiszpańskiego malarza Francisca Goi, znajduje się w kolekcji Museu de Arte de São Paulo w Brazylii.

## Okoliczności powstania
Juan Antonio Llorente (1756–1823) był doktorem prawa kanonicznego i kapłanem wyświęconym w 1779 roku. Został komisarzem Świętego Oficjum w Logroño, sekretarzem inkwizycji w Madrycie, a w 1810 komisarzem Świętej Krucjaty. Od wewnątrz próbował ukrócić represyjny charakter inkwizycji i jej niesprawiedliwych sądów. Zasiadający na hiszpańskim tronie Józef Bonaparte wyróżnił go ustanowionym przez siebie Orderem Królewskim Hiszpanii 20 września 1809. Po wycofaniu się wojsk francuskich z Hiszpanii był prześladowany za swoje liberalne poglądy i musiał wyemigrować do Francji, gdzie nadal pisał. W 1818 roku we Francji opublikował historię krytyczną hiszpańskiej inkwizycji, którą napisał dzięki informacjom zebranym w Madrycie, kiedy był sekretarzem Inkwizycji. Skorzystał z amnestii liberalnego rządu i wrócił do Hiszpanii, zmarł w Madrycie w 1823 roku.
Świadectwem znajomości, jaką Llorente utrzymywał z Goyą, jest rękopis duchownego z komentarzem do serii rycin Kaprysy, przechowywany w Muzeum Sztuk Pięknych w Bostonie. Goya sportretował Llorente ok. 1809–1813, duchowny ma zatem ok. 55 lat. Dzieło Llorente na temat inkwizycji zawiera komentarze dotyczące czarów podobne do opinii Goi w tej kwestii (zobacz: Sabat czarownic). Zawiera także opisy tortur, które mogły posłużyć Goi jako inspiracje do jego dzieł.

## Opis obrazu
Duchowny został przedstawiony w całej postaci, w pozycji stojącej i na neutralnym tle. Jest ubrany w czarny habit, jedynym akcentem koloru jest czerwona szarfa Orderu Królewskiego Hiszpanii. Na głowie nosi piuskę, spod której wychodzą siwe włosy. Ręce ma złożone w skromnym geście. W prawej ręce trzyma białą chustkę, a lewą podtrzymuje fałdy ubrania. Na małym palcu lewej ręki nosi pierścień komisarza Świętej Krucjaty. Uwagę zwraca twarz duchownego o inteligentnym i czujnym spojrzeniu, pogodnym geście i ogromnej wyrazistości. Na ustach maluje się sardoniczny uśmiech. Widoczny jest wpływ portretów Velázqueza z lat 30. XVII wieku, zwłaszcza w kolorycie i ustawieniu postaci w przestrzeni.

## Proweniencja
Obraz należał do kolekcji Francisca Llorente y García de Vinuesa, bratanka portretowanego, a następnie Juana Lafory w Madrycie. W 1903 kupił go Paul Durand-Ruel w Paryżu, a w 1921 marszand Aron Siegfried Drey. W 1958 Antônio Sanchez Galdeano przekazał obraz Museu de Arte de São Paulo w Brazylii.